# Oksana Linde
Oksana Linde (n. 1948) és una compositora de música electrònica veneçolana, i una de les pioneres del gènere en aquest país amb Vytas Brenner, Miguel Noya i Ángel Rada.Després d'haver aparegut en antologies de música electrònica a França durant la dècada dels 80, el seu àlbum debut va ser llançat en 2022, amb enregistraments realitzats entre 1983 i 1989.

## Biografia
Linde va néixer a Caracas, Veneçuela, filla d'immigrants ucraïnesos, i va aprendre a tocar el piano des de primerenca edat.Va estudiar química en la Universitat de Oriente i en l'Institut Veneçolà de Recerques Científiques. Va treballar com a investigadora en el IVIC, fins que els efectes secundaris dels químics li van causar desmielinización, convulsions i pèrdua de memòria, per la qual cosa va abandonar la seva carrera com a química.
Segons compta Linde: "Mentre continuava treballant i començant a veure matèries de doctorat, vaig anar empitjorant molt ràpidament. Tenia terribles maldecaps, podia dormir a vegades només dues hores en la nit, la memòria simplement se m'esfumava. Ja em costava comprendre coses. I vaig entrar en un estat seriós de depressió. Llavors no es va saber què tenia. El psiquiatre em va manar medicines que van empitjorar el meu estat. Perquè hi ha metges que saben o sabien poc de toxicologia. Vaig tenir repòs prorrogable. Però el cap del laboratori no podia contractar a algú per temps indefinit esperant que em recuperés. Així que em va dir que ho sentia molt, però no li era possible continuar així. Em vaig sentir terriblement malament per tot això i vaig renunciar. El director del IVIC, Institut Veneçolà de Recerques Científiques, es va comunicar amb mi perquè li va semblar estranya la meva renúncia. Vaig escriure que era per motius de salut."
No va ser sinó fins a 1988 que un neuropsiquiatra, qui tenia experiència en seguretat laboral, li va diagnosticar que desmielinización de determinades regions del cervell, producte de la inhalació de certs components químics.

## Carrera musical
Linde va començar a experimentar i va tocar en alguns projectes grupals amb altres estudiants. Després de deixar el seu treball, va armar un estudi a casa, amb alguns equips com a sintetitzadors Casio CZ-1 i Polymoog, una màquina de rodet a rodet TEAC A-3440, una Roland Tape Tiro i uns altres.
El 1983 va compondre Descubrimiento. Dos anys més tard, la seva peça Mariposas Acuáticas va ser inclosa en l'antologia SNX a França.Entre 1984 i 1986 havia gravat més de trenta peces, incloent algunes per a televisió, ràdio i teatre. En 1991 va ser inclosa com a part del tercer Festival de Música Electrònica de Caracas, però fora d'algunes aparicions en la ràdio, el seu treball va romandre pràcticament inèdit.
Després d'haver de cuidar a la seva mare malalta, Linde va vendre la majoria dels seus instruments i equips d'enregistrament. Més tard, va començar a crear nova música en un ordinador, utilitzant el programari d'edició d'àudio Audacity, i compartint la seva música en portals com Myspace i ReverbNation.
L'any 2019, Cher-ee-lee i Andrea Zarza Canova, inclouen la seva peça Reverie II a l'antologia Dream Tech. les seves peces fetes entre 1983 i 1989. Un segon i tercer àlbum que compilen més enregistraments estan planejats per al seu llançament amb Buh Record.
La música de Linde ha estat comparada amb Dèlia Derbyshire, Suzanne Ciani o Laurie Spiegel. En el seu ressenya, Electronic Sound Magazine va escriure que estava més prop de Wendy Carlos i Isao Tomita que de Derbyshire, mentre que <i id="mwYw">The Wire</i> també va notar les comparacions amb Derbyshire i Carlos, i va escriure que el llançament de la música de Linde ha estat una lliçó sobre com moltes compositores dones no han estat prou reconegudes.

## Discografia
Aparicions en antologies
- 1985 - SNX - Hawaii[16]
- 2020 - Dream Tech - Mannà[17]
- 2022 - Below The Radar 39 - Wire Magazine[18]

Àlbums
- 2020 - Aquatic and Other Worlds (1983-1989) - Buh Rècords